# Lao Yi
Lao Yi (chinesisch 劳义; * 10. Oktober 1985 in Beihai) ist ein ehemaliger chinesischer Sprinter, der sich vor allem auf den 100-Meter-Lauf spezialisiert.

## Sportliche Laufbahn
Erste internationale Erfahrungen sammelte Lao Yi  im Jahr 2010, als er beim IAAF Continentalcup in Split in 10,38 s den sechsten Platz belegte. Anschließend nahm er an den Asienspielen in Guangzhou teil und siegte dort in 10,24 s über 100 Meter sowie in 38,78 s auch mit der chinesischen 4-mal-100-Meter-Staffel. Im Jahr darauf belegte er bei den Asienmeisterschaften in Kōbe in 39,33 s den vierten Platz mit der Staffel und verpasste anschließend bei den Weltmeisterschaften in Daegu mit 38,87 s den Finaleinzug. 2013 bestritt er in Shenyang seinen letzten Wettkampf und beendete damit seine aktive sportliche Karriere im Alter von 27 Jahren.
2010 wurde Lao chinesischer Meister im 100-Meter-Lauf.

## Persönliche Bestzeiten
- 100 Meter: 10,21 s (+1,2 m/s), 26. Juni 2010 in Chongqing
  - 60 Meter (Halle): 6,61 s, 30. März 2010 in Chengdu
- 200 Meter: 21,56 s (+0,7 m/s), 12. April 2008 in Hangzhou